# Planétarium Eise Eisinga
Le planétarium Eise Eisinga est un planétarium situé aux Pays-Bas, dans la ville de Franeker, dans la province de Frise.

## Situation
Le planétarium a été construit par un artisan et astronome amateur, le cardeur de laine Eise Eisinga. Son constructeur l'a installé dans une pièce de son domicile, et il se trouve toujours dans cette maison. Celle-ci date du XVIIIe siècle et est située sur un quai au bord du canal de Franeker. 
Il s'agit du plus ancien planétarium au monde à être toujours en état de fonctionnement.

## L'auteur
Eise Jeltes Eisinga est né le 21 février 1744 à Dronrijp dans les actuels Pays-Bas. Il est le fils de Jelte Eises, un cardeur de laine originaire d'Oosterlittens, et de Hitje Steffens, originaire de Winsum. 
Eisinga s'est installé comme cardeur de laine à Franeker. Il y a appris les mathématiques et l'astronomie, en fréquentant l'Université frisonne de Franeker, une des plus anciennes universités des Provinces-Unies, que fréquenta le philosophe français René Descartes. Eise Jeltes Eisinga est décédé le 27 août 1828, à l'âge de 84 ans, à son domicile.
La rue où se situe la maison porte son nom, en hommage à son œuvre (Eise Eisingastraat en néerlandais).

## Histoire
Le pasteur frison Eelco Alta annonçait à qui voulait l'entendre que la fin des temps était prévue pour le 8 mai 1774 en raison de l'alignement des planètes du système solaire (connu sous le nom de conjonction de 1774). Ses prédictions commencèrent à semer la panique dans la population de la Frise hollandaise.
Afin de mettre fin à ces divagations fondées sur un alignement à la fois connu et récurrent, l'artisan Eise Esinga, qui possédait de bonnes connaissances en astronomie, prit la décision de construire un planétarium chez lui pour expliquer le fonctionnement du système solaire à ses amis et concitoyens.
La construction du planétarium dura sept ans (de 1774 à 1781). Esinga sculpta six sphères de bois pour figurer les six planètes connues à l'époque (Mercure - Vénus - La Terre - Mars - Jupiter - Saturne) puis il les peignit en couleur dorée avant de les suspendre sous un plafond peint en bleu pour représenter le ciel. Il installa un mécanisme dissimulé de plus de soixante roues avec leurs engrenages et actionné par une horloge à pendule munie de neuf poids. Lorsque ce mécanisme est mis en fonctionnement, les planètes se déplacent, et occupent leur position exacte par rapport au Soleil. 
On peut noter qu'il manque la planète Uranus, pourtant découverte avant la fin de la construction du planétarium, mais Eise Eisinga ne put ajouter cette septième planète en raison du manque de place, car l'échelle utilisée (1 mm pour 1 million de km) rendait l'ajout de ce corps céleste impossible au vu de la taille de la pièce.
En septembre 2023, l'UNESCO inscrit le planétarium sur la liste du patrimoine mondial.

## Description
La maison du cardeur  a été aménagée en un petit musée ouvert au public, qui comprend :
- la salle du planétarium ;
- l’ancienne salle de cardage d’Eise Eisinga ;
- une salle de cinéma ainsi qu'un espace consacré à des expositions temporaires.

La façade de la maison est ornée d'un cadran solaire, avec l'indication de l'année 1806. Le jardin attenant à la maison expose également de nombreux cadrans solaires.

## Galerie

Quelques photos du planétarium Eise Eisinga
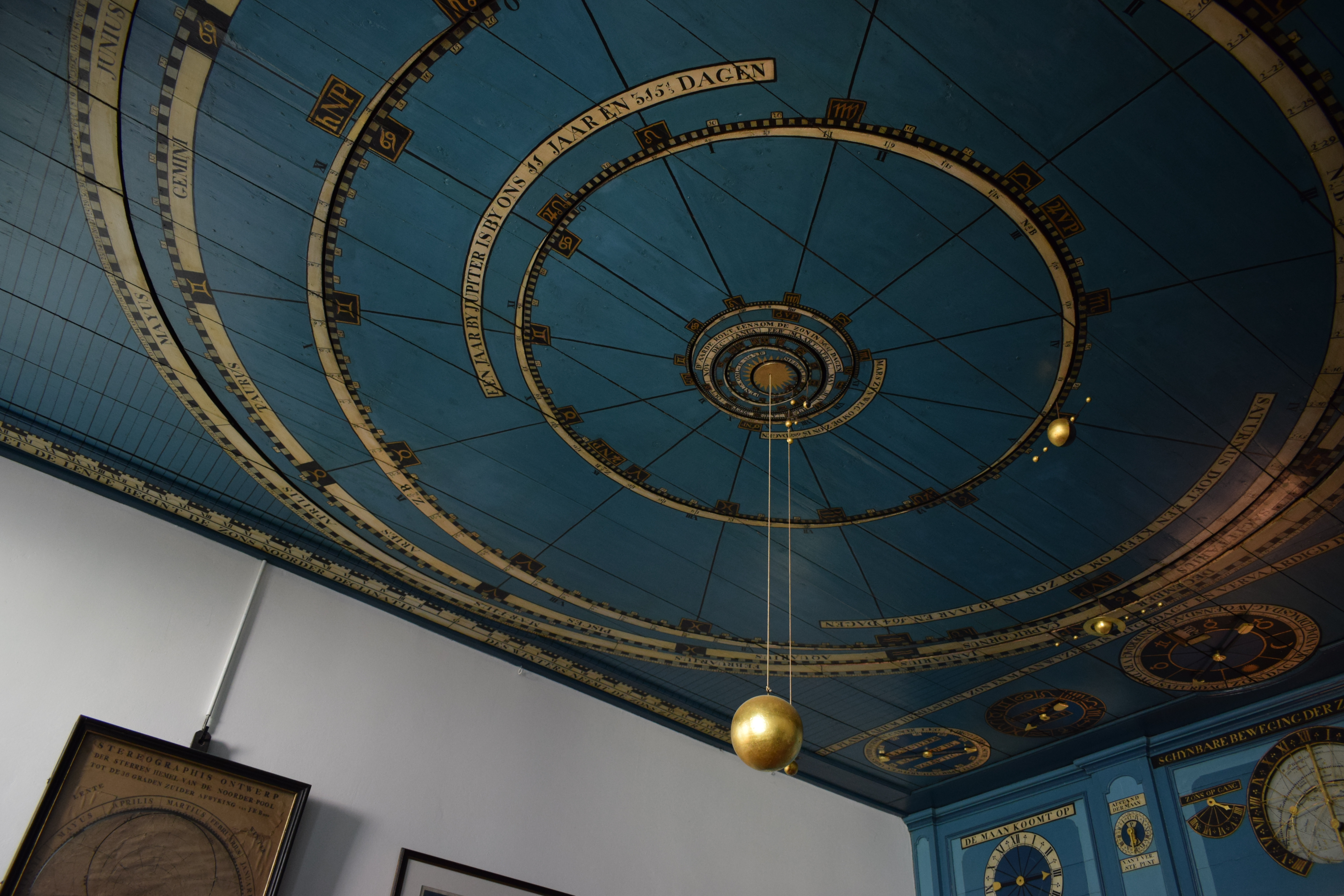
Vue générale du planétarium (avec le soleil en son milieu)
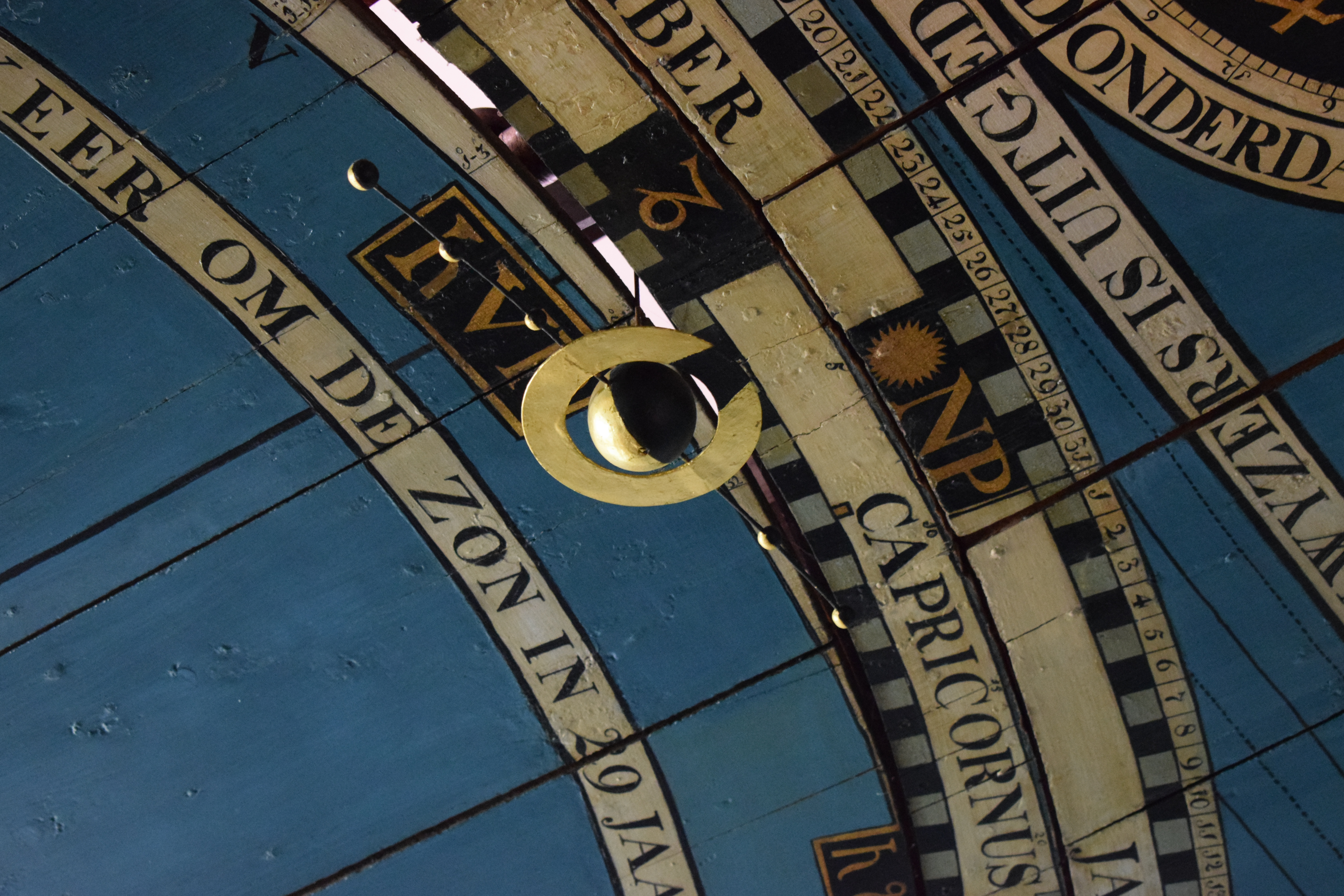
Vue partielle du planétarium
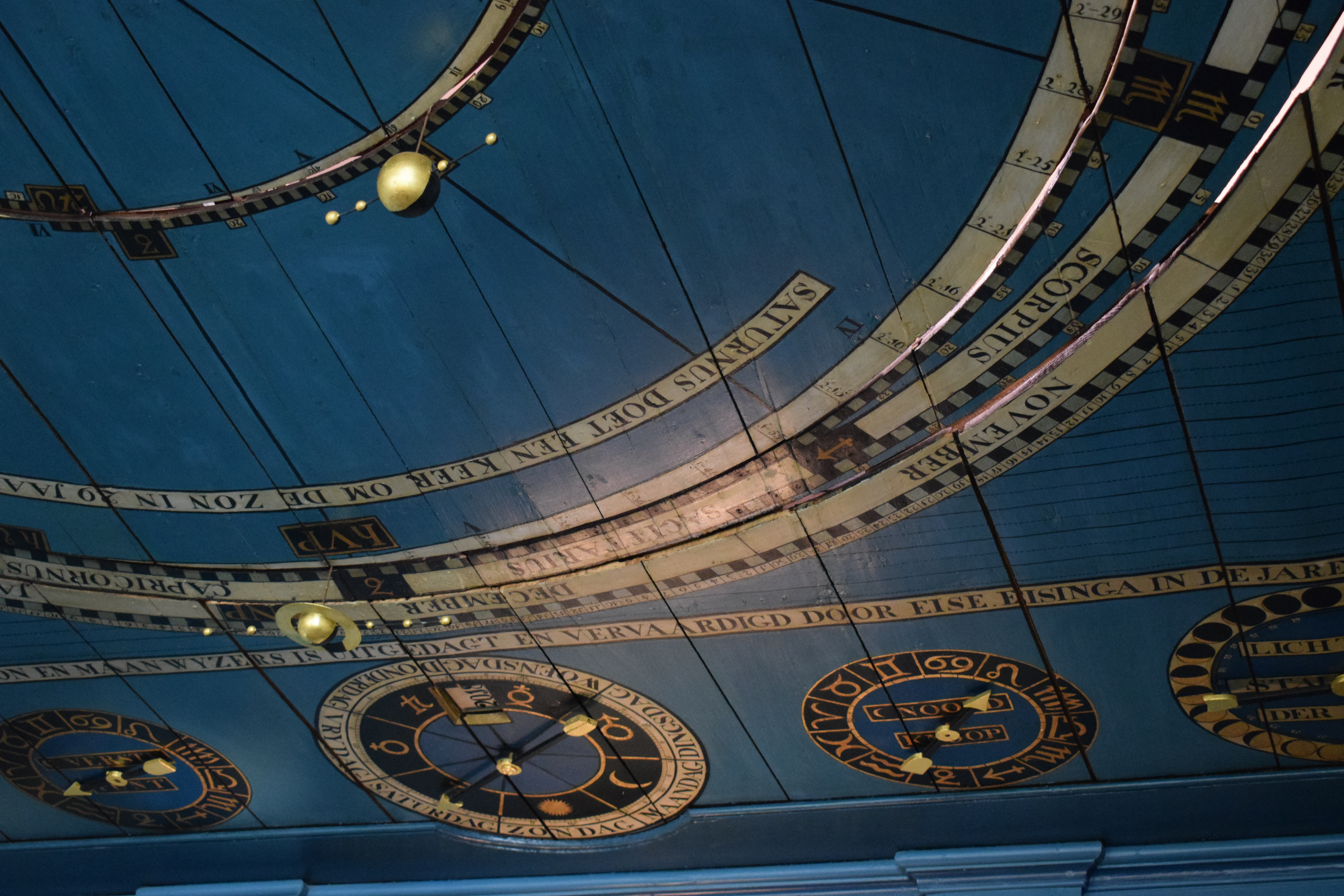
Vue partielle du planétarium
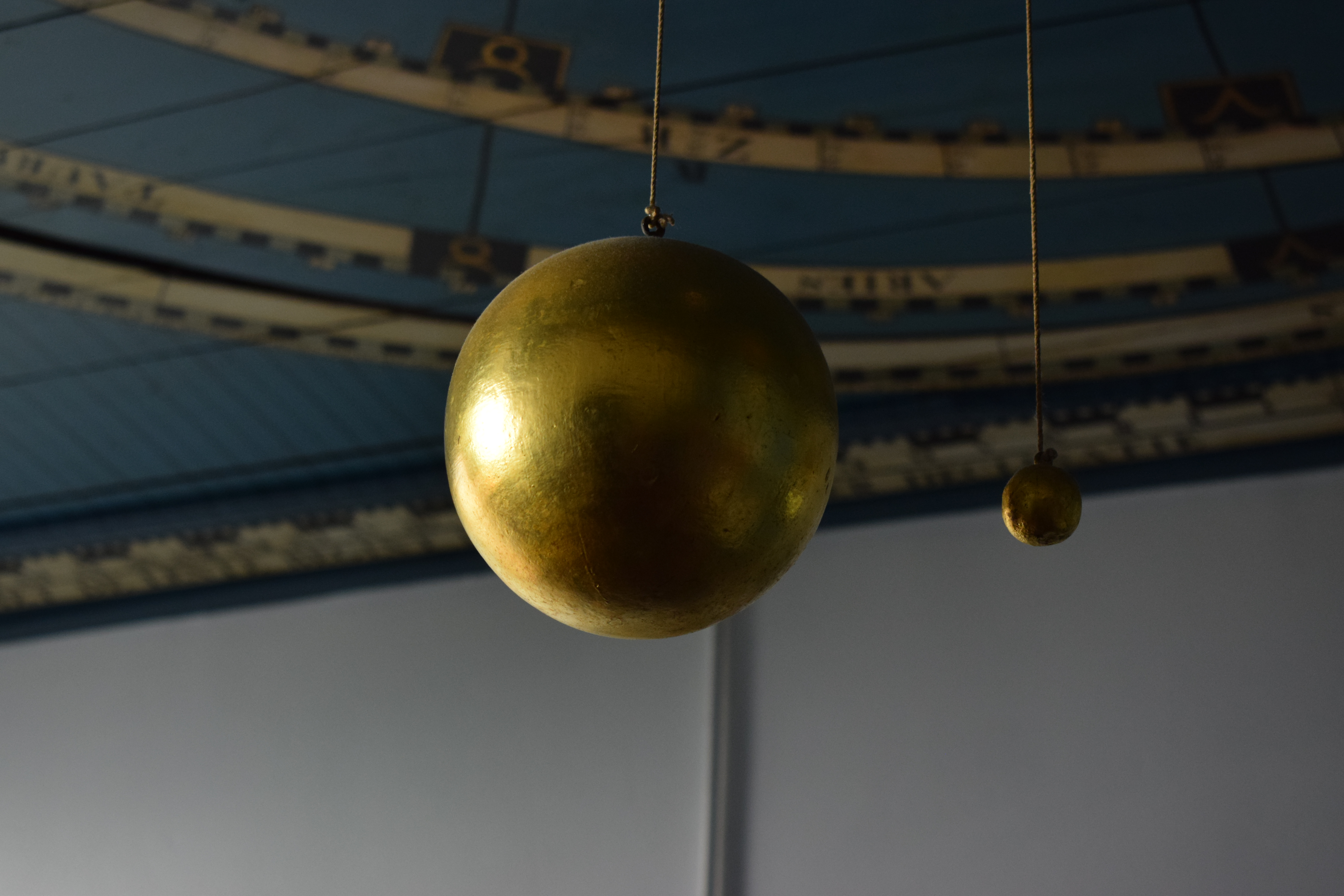
Vue partielle du planétarium (Terre et Lune)